# Quế An
Quế An là một xã thuộc huyện Quế Sơn, tỉnh Quảng Nam, Việt Nam.
Xã Quế An có diện tích 16,59 km², dân số năm 2019 là 4.397 người, mật độ dân số đạt 265 người/km².

## Hành chính
Xã Quế An hiện có 05 thôn:
- Thôn Tây Trà (Được sáp nhập từ Thôn Thắng Trà và Thôn Thắng Tây)
- Thôn Thắng Đông ( Được sáp nhập từ Thôn Thắng Đông 1 và Thôn Thắng Đông 2)
- Thôn Châu Sơn (Được sáp nhập từ Thôn Châu Sơn 1 và Thôn Châu Sơn 3)
- Thôn Châu Sơn Đông (Được sáp nhập từ Thôn Châu Sơn 2 và Thôn Đông Sơn).